# 고란사
고란사(皐蘭寺)는 대한민국 충청남도 부여군, 부소산의 북쪽 백마강변에 있는 절이다. 1984년 5월 17일 충청남도 문화재자료 제98호로 지정되었다. 마곡사에서 갈라져 나온 절이며, 법당 건물은 숭각사를 옮겨 중건하였다.

## 개요
고란사 바로 위쪽으로 낙화암이 있다. 절 뒤의 바위틈에는 고란정이 있고, 그 위쪽 바위틈에는 고란초가 자라고 있다.
절 연혁은 백제 말기에 창건한 것으로 추정할 뿐, 자세한 기록은 전하지 않는다. 일설에 의하면, 이 절은 원래 백제 왕들을 위한 정자였다고 하며, 또 궁중 내불전이었다고도 전한다. 혹은 백제가 멸망할 때 낙화암에서 사라져간 궁녀들 넋을 위로하기 위하여 고려 현종 19년(1028년)에 지은 사찰이라고도 한다.
법당 건물은 1797년(조선 정조 21년)에 은산의 숭각사에서 옮겨온 것이다. 상량문에 의하면, 조선 정조 21년(1797년)에 중건했다고 한다. 연화문을 새긴 초석을 놓고 원기둥을 세웠는데 기둥 위에는 조각 장식이 화려한 익공식 공포를 짜올렸다. 초석에 새긴 연화문양은 고려시대 기법으로 추정한다.
사찰 주변 경관이 아름답고 낙화암에 얽힌 전설과 더불어 험준하며 기이한 바위, 고란초 등으로 유명하다.

## 연혁
부소산 북쪽 백마강 왼쪽 암벽 위에 위치하고 있는 이 고란사는 그 절 이름의 유래가 사찰 후면 암벽에서 자라고 있는 고란초로부터 온 것으로 알려지고 있다.
이 고란초는 양치류에 속하는 은화식물(隱花植物)로서 포자로 번식되는 이끼 종류의 일종이라 하며 제주도에서는 불로초로 불리고 있다 한다.현재의 사원은 은산 숭각사(崇角寺)에서 옮겨 온 것으로 중수 3창하였으며, 1959년 고쳐 지을 때 대들보 밑에서 고란사 상량문이 나왔는데, 이에 의하면 정조 21년 정사(1797)에도 고쳐지은 적이 한번 있었던 건물이다.
또한 그 이상 올라가는 연대의 상량문도 있었다 하나 종이가 삭아서 판독할 수 없었다 한다.
현재는 이 대웅전 좌측에는 요사채가 있고 우측으로는 범종각이 위치하고 있다.

## 대웅전
높은 암벽 앞에 위치하고 있는 이 대웅전은 정면 7칸, 측면 4칸의 비교적 규모가 큰 불전건물인데, 좌측 2칸을 요사로 사용하고 나머지 우측 5칸 모두에 우물마루를 깔고 후면 중앙부분에 긴 불단을 조성하였다.
구조는 6벌대로 쌓은 높은 화강석 기단위에 방형과 원형, 그리고 복련판이 조각되어 있는 부재들을 놓고 원형기둥을 세웠는데, 이 부재들의 일부는 백제시대의 초석을 전용(轉用)한 것들로 보여지고 있다. 공포는 무출목 이익공계통이나 앙설형(仰舌形)으로 뻗은 초익공의 상단에는 연꽃이, 수설형(垂舌形)으로 뻗은 이익공이 아래에는 연봉우리 등의 조각이 되어 있어서 장식적 경향이 매우 심하다.
지붕틀 가구는 대들보 아래에 걸쳐서 우물천정이 가설되어 있으며, 지붕은 겹처마 팔작지붕을 이루고 있다.

## 전해오는 이야기
부여 부소산 낙화암 아래에 있는 고란사 바위틈에서 솟아 나오는 약수에는 갓난아기가된 할아버지의 전설이 전해오고 있다.
아득한 옛적 소부리의 한 마을에 금슬 좋은 노부부가 살았는데 늙도록 자식이 없어 할머니는 늘 돌이킬 수 없는 세월을 한탄하며 다시 한 번 회춘하여 자식 갖기를 소원했다.
그러던 어느 날 할머니는 일산(日山:금성산)의 도사로부터 부소산의 강가 고란사 바위에는 고란초의 부드러운 이슬과 바위에서 스며나오는 약수에 놀라운 효험이 있다는 말을 듣고 그 다음 날 새벽 남편을 보내 그 약수를 마시게 하였다. 그런데 할아버지가 밤이 되어도 돌아오지 않자 다음 날 일찍 약수터로 찾아가 보니 할아버지가 없고 웬 간난아이가 남편의 옷을 입고 누워 있어 깜짝 놀랐다.
할머닌 "아차!" 했다. 도사가 한잔 마시면 삼년이 젊어진다는 말을 남편에게 알려주지 않았던 것을 후회하며 갓난아기를 안고 집에 돌아와 고이 길렀는데 후에 이 할아버지는 나라에 큰 공을 세워 백제시대 최고의 벼슬인 좌평에 올랐다고 한다.

## 같이 보기
- 《부여 고란사 목조아미타여래좌상 및 보살좌상》 - 충청남도 문화재자료 제418호

## 참고 문헌
- 《충청남도 지정문화재 해설집》, 충청남도, 476쪽, 2001

## 참고 자료
- 고란사 - 국가유산청 국가유산포털